# موسفلسبر
موسفلسبر (به لاتین: Mosfellsbær) یک منطقهٔ مسکونی در ایسلند است که در منطقه پایتختی (ایسلند) واقع شده‌است. موسفلسبر ۱۱٬۴۶۳ نفر جمعیت دارد.

## خواهرخوانده
شهرهای لویما، شین (نروژ)، Thisted Municipality و اودوالا خواهرخوانده‌های موسفلسبر هستند.